# Дубна (Даугавпилсский край)
Дубна (латыш. Dubna) — населённый пункт в Аугшдаугавском крае Латвии. Административный центр Дубнинской волости. Находится на берегу реки Медупе у региональной автодороги P64 (Вишки — Ницгале). Расстояние до города Даугавпилс составляет около 34 км. По данным на 2015 год, в населённом пункте проживало 389 человек. Есть волостная администрация, дом культуры, библиотека, фельдшерский и акушерский пункт, католическая церковь.

## История
В советское время населённый пункт был центром Дубнского сельсовета Даугавпилсского района. В селе располагался колхоз «Дзиркстеле».